# Rio Cârpănoasa
O Rio Cârpănoasa é um rio da Romênia, afluente do Rio Mălaia, localizado no distrito de Vâlcea.